# F1 ROC: Race of Champions
F1 ROC: Race of Champions (Exhaust Heat, エキゾースト・ヒート na Europa e no Japão) é um jogo eletrônico de corrida desenvolvido pela Seta Corporation  em 1992 para o console Super Nintendo Entertainment System.
O jogo utiliza o modo gráfico Mode 7 do SNES, é baseado na temporada de 1991 da Fórmula 1, com 16 circuitos e possibilidade de alterar configurações dos carros.